# ميانوالي
ميانوالي هي مدينة معروفة في مقاطعة البنجاب في باكستان، ومعظم سانها يتحدثون باللغة السرائيكية، ويوجد أيضاً مطار عسكري للجيش الباكستاني، شباب هذه المدينة ينضمون بالجيش الباكستاني بشكل كبير، تنتشر المدينة على مساحة 5840 كيلومتراً مربعاً.